# Bernardo Bertolucci
Bernardo Bertolucci (Parma, 1941. március 16. – Róma, 2018. november 26.) kétszeres Oscar-díjas olasz filmrendező, forgatókönyvíró, költő. Édesapja a 20. század egyik legjelentősebb olasz költője, Attilio Bertolucci. Testvére, Giuseppe Bertolucci szintén filmrendező. Filmrendezői pályafutását a fiatal Bernardo Pier Paolo Pasolini támogatásával kezdte, de már első önálló filmjében megpróbált kikerülni Pasolini árnyékából. Világhírnevét elsősorban az 1970-es években készült, sokat vitatott, kereskedelmileg viszont sikeres alkotásainak köszönheti. Legismertebb műve az Oscar-díjakkal elhalmozott Az utolsó császár (1987). Szinte mindegyik filmje forgatókönyvének megírásában közreműködött.

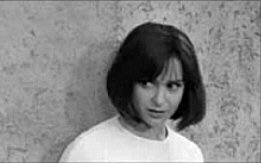
Adriana Asti a Forradalom előtt című filmben

## Apák és fiúk
A Bertolucci család 1952-ben Parmából Rómába költözött. A fiatal Bernardo – saját állítása szerint – már 6 évesen írni kezdett. Első könyvéért több rangos irodalmi díjat nyert. 1958 és 1961 között a római La Sapienza Egyetemre járt. A család barátja volt az író-költő Pier Paolo Pasolini, aki jóindulatúan pártfogolta a fiatal Bernardót, hiszen egykoron őt meg az idősebb Bertolucci támogatta. Pasolini 1961-ben forgatta első játékfilmjét, A csórót, s asszisztensként Bertoluccit vette maga mellé. Az alig 20 éves ifjút annyira elvarázsolta a film világa, hogy teljesen ennek a médiumnak szentelte magát: abbahagyta az egyetemet, s felhagyott az írással. Lelke mélyén talán érezte, hogy soha nem lesz képes felülmúlni édesapját az irodalomban. A film világában azonban „pótapja”, Pasolini árnyékából kellett kilépnie. Ez könnyebb feladatnak látszott, hiszen maga Pasolini is csupán akkoriban kezdte a rendezői pályát. Bernardo osztotta mentora véleményét abban, hogy a filmművészet jobban képes megragadni a valóságot, mint az irodalom. (Pasolini viszont sosem hagyott fel az írással.)
Pasolini meggyőzte Antonio Cervi producert arról, hogy finanszírozza a mindössze 21 esztendős Bertolucci első filmjét. A kaszás (1962) Pasolini forgatókönyvéből készült, ám Bertolucci igyekezett önálló elképzeléseit megvalósítani benne. A téma – a lumpenproletárok, bűnözők világa – egyértelműen a Pasolini műveiből ismert miliő, ám a megközelítésmód más, de még nem teljesen önálló. Jean-Luc Godard – akit Pasolini is nagyra tartott – hatása mutatható ki benne, de említhető Jean Renoir, sőt Kuroszava Akira neve is: az események többféle szempontból való felidézése kapcsán önkéntelenül a néző eszébe jut A vihar kapujában (1950). Bertolucci következő jelentős munkája, a Forradalom előtt (1964) Stendhal A pármai kolostor című regényének szabad feldolgozása. Ebben már megfigyelhető a Bertoluccira jellemző stílus, vagyis a politikai tartalom és a freudi motívumok sajátos keveredése. A főhős, Fabrizio sikertelenül próbál kitörni a nagypolgári létből, s a baloldal felé közeledni. Végül visszatér saját társadalmi osztályához, elfogadja annak játékszabályait, feladja baloldali illúzióit. Nem lehet nem észrevenni ebben bizonyos – nyilvánvalóan véletlen, vagy legalábbis nem tudatos – hasonlóságokat Pasolini, sőt Bertolucci saját életútjával is, de megemlíthető Déry Tibor A befejezetlen mondat című regényének hőse, Parcen Nagy Lőrinc is, noha az ő sorsa másként alakul a baloldalhoz való erőtlen közeledési kísérlet után, mint Fabrizióé.
A forradalmiság a központi téma a Partner (1968) című filmben is, amely Dosztojevszkij A hasonmás című elbeszélésének motívumain alapul. A főhős, Giacobbe professzor egy napon tulajdon hasonmásával találkozik, aki Molotov-koktél elkészítésére és használatára oktatja a diákokat, ám ennek ellenére sem alkalmas arra, hogy részt vegyen tanítványai forradalmában. Nem mellékes momentum, hogy a film szinte az 1968-as diáklázadásokkal egy időben került a mozikba. Jorge Luis Borges egyik novellája alapján készült a Pókstratégia, amely ugyancsak a forradalmiság és a nemzedékek kapcsolatát vizsgálja. A főhős, Athos Magnani mártír édesapja halálának körülményeit próbálja kideríteni, s rádöbben a keserű igazságra: apját egykori harcostársai ölték meg saját kérésére, hogy a halálával mítoszt teremtsenek, mely erősíti az antifasiszta ellenállást. Az önéletrajzi összefüggéseket ebben a filmben sem nehéz felfedezni, ahogyan nem hiányoznak a pszichológiai motívumok sem. A mű cselekményének helyszíne egy képzeletbeli város, Tara, mely egyszerre szimbolizálja a tudattalant, s egyben utalás az Elfújta a szélre is, ugyanakkor egyfajta ellentéte az atyát (Attilio Bertoluccit) jelképező Parmának, amely a Forradalom előtt helyszíne volt.

## Az első világsikerek

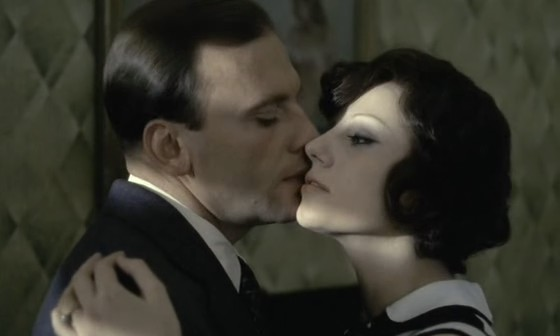
A megalkuvó

Bertoluccinak mint forgatókönyvírónak volt szerepe Sergio Leone Volt egyszer egy Vadnyugat (1968) című, ma már klasszikus westernjének világsikerében. Rövidesen saját rendezéseivel is sikerült betörnie a világpiacra. Alberto Moravia magyarul is megjelent kisregénye alapján készült A megalkuvó (1970), amely a fasizmus polgári gyökereit, lelki eredőit kutatja. Természetesen a korábbi Bertolucci-motívumok most sem mellékesek: így például az idős professzor, akit Clericinek meg kell ölnie, tulajdonképpen szintén apafigura a főszereplő számára, s fontosak a szexuális összefüggések is. A főbb szerepeket Jean-Louis Trintignant, Dominique Sanda és Stefania Sandrelli játszották. Bertolucci annyira elégedett volt velük, hogy Trintignant-t és Sandát kérte fel újabb alkotása, az Utolsó tangó Párizsban (1972) főszerepeire, de mindketten visszautasították. Trintignant-nak főleg a túl sok meztelenség ellen volt kifogása. A film ötlete egyébként Bertolucci egyik szexuális fantáziájából származott: találkozni és szeretkezni egy utcán meglátott ismeretlen nővel. A mű végkicsengése mindazonáltal éppen az, hogy az emberi kapcsolatokat nem lehet kizárólag a testiségre építeni. A férfi főszerep Marlon Brando számára a nagy visszatérést jelentette – Francis Ford Coppola A Keresztapa (1972) című alkotásának címszerepe mellett –, míg a női főszerep Maria Schneider számára jelentett kiugrási lehetőséget. Schneider évekkel később naivitásnak minősítette akkori viselkedését, s úgy ítélte meg, hogy Brando és Bertolucci valójában manipulálták őt. Az opusz óriási botrányt keltett: Olaszországban például a bíróság nemcsak hogy betiltotta a művet pornográfia miatt, de még a kópiák megsemmisítését is elrendelte. Egyébként a teljes változat állítólag több mint négyórás! Kuriózum, hogy a Jean-Pierre Léaud játszotta mellékszereplő tulajdonképpen Bertolucci alteregója.

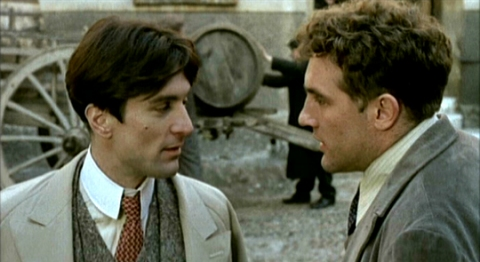
Huszadik század (Robert De Niro és Gérard Depardieu)

Az Utolsó tangó keltette botrányok kereskedelmileg kifejezetten jól jöttek: a film iránt óriási volt az érdeklődés világszerte, s a hírhedt produkciónak szép számmal akadtak lelkes hívei is. Nem csoda, hogy a United Artists Alberto Grimaldi producer közreműködésével újabb Bertolucci-mű finanszírozását vállalta. A Huszadik század (1976) számos szereposztási kompromisszum árán készült el. Bertolucci Jack Nicholsont szerette volna a főszerepre, ám végül Robert De Nirót szerződtette. Együttműködésük azonban nem volt felhőtlen. A forgatást különösen nehezítették a rendező depressziós rohamai, illetve az a szokása, hogy rendre átírta a forgatókönyvet. Ennek eredményeként viszont Orson Wellest Burt Lancasterre, Maria Schneidert pedig Stefania Sandrellire kellett cserélni. Az erőszakos és provokatív jelenetekben bővelkedő film heves vitákat váltott ki. Többen sérelmezték, hogy egy tipikusan olasz történet fontosabb szerepeit miért külföldiek (De Niro és Lancaster mellett Gérard Depardieu, Sterling Hayden, Donald Sutherland) alakítják. Egyes nyugati kritikusok szerint a műben túlteng a marxizmus, míg a vasfüggöny mögött éppen azt hánytorgatták fel, hogy az erőszakos és meztelen jelenetekkel a rendező túl sok engedményt tett a nyugati filmízlésnek.
Azok, akik már korábban úgy vélték, hogy a United Artists színre lépésével Bertolucci művészete fokozatosan elsekélyesedik, kommercializálódik, megerősítést találtak A Hold (1979) című melodrámában, amely egy opera-énekesnő anya (Jill Clayburgh) és kamaszfia problémákkal terhes kapcsolatáról szólt, melyben az apakeresés és az Ödipusz-komplexus egyaránt fontos motívumok. Számos kritikus úgy találta, hogy a Pasolini és Godard hatásától sikeresen megszabadult Bertolucci ezúttal a kései Luchino Visconti vonzásába került, s igényesen kidolgozott, ám fájóan üres filmtablót készített. (Álláspontjukat a későbbi Bertolucci-opuszok akaratlanul is részben alátámasztották.) Égetően aktuális olasz problémáról, a mindennapos emberrablásokról szólt következő munkája, az Egy nevetséges ember tragédiája (1981), ám a mű bukásnak bizonyult. A csalódott Bertolucci elhagyta hazáját, ahová 15 évig nem is tért vissza.

## Képeskönyvek

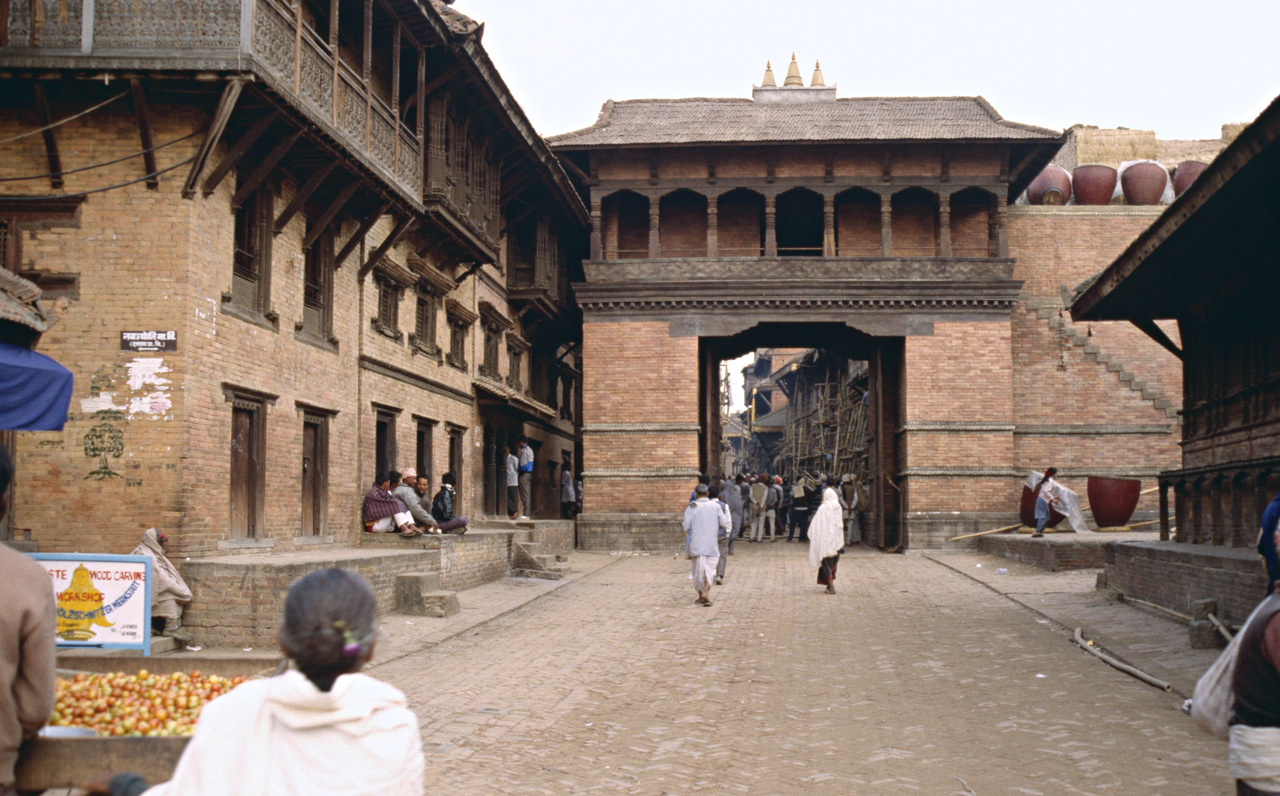
A nepáli Bhaktapur városa, A kis Buddha forgatásának helyszíne

Hosszas előkészítés előzte meg Bertolucci újabb filmjét, amely Pu Ji Az utolsó kínai császár voltam című önéletrajzán alapul. Nehézségnek tűnt a kínai hatóságok beleegyezésének megszerzése, hogy a stáb a Tiltott Városban forgathasson. A rendező éppen ezért egy másik filmtervet is készenlétben tartott, ám a kínai illetékesek különösebb akadékoskodás nélkül beleegyeztek a Pu Ji-sztori megfilmesítésébe, s megadták a szükséges engedélyeket. A mintegy 20 ezer statisztát mozgató, látványos film, Az utolsó császár (1987) óriási szakmai és közönségsikert aratott, s 9 kategóriában nyert Oscar-díjat. Az Oltalmazó ég (1990) Paul Bowles művéből készült, melyet maga a szerző gondolt megfilmesíthetetlennek. A John Malkovich és Debra Winger főszereplésével készült film egy önpusztító szerelem története. Nagy érdeklődés kísérte A kis Buddha (1993) című szuperprodukciót is, ám a mű fogadtatása meglehetősen ellentmondásos volt. A szem persze most is megkapta a magáét, s egyesek örvendtek annak, hogy az opuszból hiányoznak a Bertolucci-filmekre jellemző súlyos, komor motívumok, mások viszont épp ezek feltűnő hiányát reklamálták, mondván, hogy a produkció csillogó felszíne alatt üresség lappang.

## Vissza a gyökerekhez
15 év után, 1996-ban Bertolucci ismét Olaszországban forgatott: a Lopott szépség a festői Toszkána tájain játszódik. Tizenéves hősnője a szüzességét szeretné elveszíteni, ám nem is olyan egyszerű az erre megfelelő személyt megtalálnia. Ismét felbukkan az apakeresés motívuma. A főszereplő Liv Tyler mellett olyan ismert színészek láthatók a filmben, mint Jeremy Irons, Stefania Sandrelli és Jean Marais. 1968 szellemét kísérli meg felidézni a filmes utalásokkal teli Álmodozók (2003), amely ismét a provokatív Bertolucci alkotása. A rendező saját nyilatkozata szerint azt kívánta bemutatni a mai fiataloknak, hogy milyen fontos álmodozni, főleg fiatal korban. A célközönség érdekében először Leonardo DiCapriót és Jake Gyllenhaalt kérte fel a főszerepekre, ám ők különböző okokból nemet mondtak. Végül a szereposztás is tiszteletadás lett a '60-as évek előtt: Eva Green Marlène Jobert színésznő lánya, Louis Garrel pedig Philippe Garrel rendező fia. Jobert fontos szerepet játszott Godard kulcsfilmjében, a Hímnem-nőnemben (1966). A francia új hullám emblematikus alakjának nálunk alig ismert filmjét, a Külön bandát idézi az Álmodozók egyik jelenete, a futás a Louvre folyosóin keresztül. A harmadik főszerepet Michael Pitt kapta. A film zömmel egy párizsi lakás belsejében játszódik, s a három főszereplő között kialakuló kapcsolatra koncentrál, melyben a szexualitás dominál (ld. Utolsó tangó Párizsban). A vérfertőzés mellett – Garrel és Green testvéreket játszanak – felmerül a homoszexualitás motívuma is, ám ez utóbbit egyértelműen bemutató jeleneteket Bertolucci végül kivágta a filmből, mert már ő maga is „sok”-nak tartotta azokat. A rendező Bel canto címmel tervezte új filmjét, melyet még 2007-ben szeretett volna elkészíteni, de a producerek bizonytalan időre felfüggesztették a produkciót.
Bertolucci kétszer nősült. Első felesége Adriana Asti színésznő volt, aki játszott A csóróban, s a női főszerepet alakította a Forradalom előttben. 1990-ben feleségül vette Clara Peploe rendezőnőt, aki a Huszadik század stábjában is dolgozott, s mellesleg a forgatókönyvíró Mark Peploe (Foglalkozása: riporter) testvére.

## Filmjei
- 2012 Én és te (Io e te)
- 2003 Álmodozók (The Dreamers / I sognatori)
- 2002 Tíz perc: cselló (Ten Minutes Older: The Cello. A Histoire d'eaux című epizód.)
- 1998 Ostrom (Besieged)
- 1996 Lopott szépség (Stealing Beauty / Io ballo da sola)
- 1993 A kis Buddha (Little Buddha)
- 1990 Oltalmazó ég (The Sheltering Sky)
- 1989 12 olasz város – 12 olasz filmrendező (12 registi per 12 città. a Bologna című epizód.)
- 1987 Az utolsó császár (The Last Emperor)
- 1984 L’Addio a Enrico Berlinguer (dokumentumfilm)
- 1981 Egy nevetséges ember tragédiája (La tragedia di un uomo ridicolo)
- 1979 A Hold (La Luna)
- 1976 Huszadik század (Novecento / 1900)
- 1972 Utolsó tangó Párizsban (Ultimo tango a Parigi)
- 1971 La salute è malata (dokumentumfilm)
- 1970 A megalkuvó (Il conformista)
- 1970 Pókstratégia (Strategia del ragno)
- 1969 Szerelem és düh (Amore e rabbia. az Agonia című epizód)
- 1968 Partner (Partner)
- 1967 La via del petrolio (tévéfilm)
- 1966 Il canale (rövidfilm)
- 1964 Forradalom előtt (Prima della rivoluzione)
- 1962 A kaszás (La commare secca)

## Magyar nyelvű kötetei
- Az utolsó tangó Párizsban; ford. Telegdi Polgár István; Magvető, Bp., 1989
- A kis Buddha; forgatókönyv nyomán regény Gordon McGill, forgatókönyv Rudi Wurlitzer, Mark Peploe, ötlet Bernardo Bertolucci, ford. M. Szabó Csilla; Lord, Bp., 1994
- Nagyszerű rögeszmém, a film. Írások, emlékek, interjúk, 1962-2010; vál., szerk. Fabio Francione és Piero Spila, ford. Lukácsi Margit; Kalligram, Pozsony, 2012

## Fontosabb díjak és jelölések

### Oscar-díj
- 1972 jelölés A megalkuvó, legjobb adaptált forgatókönyv
- 1974 jelölés Utolsó tangó Párizsban, legjobb rendező
- 1988 díj Az utolsó császár, legjobb rendező, legjobb adaptált forgatókönyv (megosztva Mark Peploe-val)

### Golden Globe-díj
- 1974 jelölés Utolsó tangó Párizsban, legjobb rendező
- 1988 díj Az utolsó császár, legjobb rendező, legjobb forgatókönyv (megosztva Mark Peploe-val és Enzo Ungarival)
- 1991 jelölés Oltalmazó ég, legjobb rendező

### Arany Medve
- 1969 jelölés Szerelem és düh (vele együtt jelölve: Carlo Lizzani, Pier Paolo Pasolini, Jean-Luc Godard és Marco Bellocchio)
- 1970 jelölés A megalkuvó

### Arany Pálma
- 1981 jelölés Egy nevetséges ember tragédiája
- 1996 jelölés Lopott szépség
- 2011 Tiszteletbeli Pálma (életművéért)

### BAFTA-díj
- 1989, díj: Az utolsó császár, legjobb film (megosztva Jeremy Thomasszal)
- 1989, jelölés: Az utolsó császár, legjobb rendező

### César-díj
- 1988 díj Az utolsó császár, legjobb külföldi film

### David di Donatello-díj
- 1988 díj Az utolsó császár, legjobb rendező, legjobb forgatókönyv (megosztva Mark Peploe-val)

### Európai Filmdíj(Felix-díj)
- 1988 zsűri különdíja Az utolsó császár
- 2004 közönségdíjra jelölés Álmodozók, legjobb rendező

### Ezüst Szalag díj
- 1973 díj Utolsó tangó Párizsban, legjobb rendező
- 1988 díj Az utolsó császár, legjobb rendező
- 2000 jelölés Ostrom, legjobb forgatókönyv
- 2004 jelölés Álmodozók, legjobb rendező

## Szakirodalom
- Bernardo Bertolucci: Az utolsó tangó Párizsban (Magvető Könyvkiadó, Bp., 1989)
- Bíró Gyula: Bernardo Bertolucci; Múzsák, Bp., 1991 (Filmbarátok kiskönyvtára)
- Gilbert Adair: Álmodozók (Ulpius-ház Könyvkiadó, Bp., 2004)
- Bernardo Bertolucci: Nagyszerű rögeszmém, a film – írások, emlékek, interjúk (1962-2010) (Kalligram, Pozsony, 2012)
- Pentelényi László – Zentay Nóra Fanni (szerk.): JLG/JLG – Jean-Luc Godard dicsérete, avagy a filmművészet önfelszámolása (Szerzőifilmes Könyvtár 3. kötet; Francia Új Hullám Kiadó, Bp., 2012)
- Niccoló Ammaniti: Én és te (Európa Könyvkiadó, Bp., 2012)